# Dave Collette
David „Dave“ Collette (* 27. Mai 1978 in Vancouver, British Columbia) ist ein kanadischer Schauspieler.

## Leben
Dave Collette wurde am 27. Mai 1978 in Vancouver geboren. Er sammelte erste schauspielerische Erfahrungen am Schultheater an der High School. Ab 1997 besuchte er die Actor’s Working Academy. Er debütierte als Schauspieler im Kurzfilm Steven. Dort übernahm er eine Rolle als Dragqueen. Der Film feierte seine Premiere am 18. April 2003 auf dem Turin International Gay and Lesbian Film Festival und wurde unter anderen auch auf dem Reel Affirmations International Gay and Lesbian Film Festival am 23. Oktober 2003 gezeigt. Es folgte 2004 eine Episodenrolle in der Fernsehserie Andromeda. 2015 übernahm er die Rolle des Antagonisten Zompira, dem Herr der Untoten im Horrormusikfilm Intercessor: Another Rock ’n’ Roll Nightmare. Außerdem spielte er im selben Jahr die titelgebende Hauptrolle des Big Claus im Fernsehfilm Little Claus & Big Claus, einer Romanverfilmung des Hans-Christian-Andersen-Romans Der kleine Klaus und der große Klaus. 2007 wirkte er als Erzähler im Kurzfilm How to Survive a Fall from 35,000 Feet mit, der am 27. August 2007 auf dem Montreal World Film Festival gezeigt wurde. Er hatte eine Nebenrolle 2008 im Film Vice und übernahm Episodenrollen in den Fernsehserien Supernatural und Fringe – Grenzfälle des FBI. In zwei Episoden übernahm er zwischen 2012 und 2013 die Rolle des Mr. Cyclops in der Fernsehserie Mr. Young. Von 2015 bis 2019 wirkte er in der Fernsehserie Aurora Teagarden Mysteries in der Rolle des Bubba Rankart mit. Eine weitere, größere Serienrolle hatte er 2017 als Officer Beatrice Kennedy in der Fernsehserie Small Cop inne. Von 2017 bis 2020 verkörperte er die Rolle des Gabe in insgesamt 18 Episoden in der Fernsehserie You Me Her.

## Filmografie (Auswahl)
- 2003: Steven (Kurzfilm)
- 2004: Andromeda (Fernsehserie, Episode 5x03)
- 2005: Intercessor: Another Rock ’n’ Roll Nightmare
- 2005: Little Claus & Big Claus (Fernsehfilm)
- 2006: Unterfinanziert (Underfunded, Fernsehfilm)
- 2007: A Decent Proposal (Fernsehfilm)
- 2007: Silk 2006 (Kurzfilm)
- 2007: How to Survive a Fall from 35,000 Feet (Kurzfilm)
- 2008: Vice
- 2008: Supernatural (Fernsehserie, Episode 4x09)
- 2009: Scott’s Land (Kurzfilm)
- 2010: Fringe – Grenzfälle des FBI (Fringe , Fernsehserie, Episode 3x03)
- 2011: Kits (Fernsehfilm)
- 2011: The Hunt for the I-5 Killer (Fernsehfilm)
- 2012: Level Up (Fernsehserie, Episode 1x03)
- 2012–2013: Mr. Young (Fernsehserie, 2 Episoden)
- 2013: Leap 4 Your Life
- 2014: Death Do Us Part
- 2014: Wenn ich bleibe (If I Stay )
- 2014: Jack Parker – Nicht schwindelfrei (Pants on Fire, Fernsehfilm)
- 2014: What an Idiot
- 2015: Die Spielzeugfabrik (Some Assembly Required, Fernsehserie, Episode 2x10)
- 2015: Motive (Fernsehserie, Episode 3x12)
- 2015: Payment (Kurzfilm)
- 2015: A Gift Wrapped Christmas (Fernsehfilm)
- 2015–2019: Aurora Teagarden Mysteries (Fernsehserie, 4 Episoden)
- 2016: Mein fast perfekter Vater (The Confirmation)
- 2016: Candiland
- 2016: Paranormal Solutions Inc. (Fernsehserie, 2 Episoden)
- 2016: Going for Broke (Fernsehserie, Episode 1x01)
- 2016: Mech-X4 (Fernsehserie, Episode 1x06)
- 2016: Marrying the Family
- 2017: Android Employed (Fernsehserie, Episode 1x03)
- 2017: Small Cop (Fernsehserie, 6 Episoden)
- 2017: Christmas at Holly Lodge (Fernsehfilm)
- 2017–2020: You Me Her (Fernsehserie, 18 Episoden)
- 2018: Van Helsing (Fernsehserie, Episode 3x07)
- 2019: Chronicle Mysteries (Mini-Serie, 3 Episoden)